# Jeannot Robitaille
Jeannot Robitaille, född 19 april 1953, är en kanadensisk bågskytt. Han deltog vid olympiska sommarspelen 1992 och olympiska sommarspelen 1996.